# 阿滴
阿滴（英語：Ray Du，1989年5月8日—），本名都省瑞，臺灣YouTuber、國立教育廣播電台與ICRT廣播電台節目的主持人，畢業於臺北恩慈美國學校、臺北市私立東山高級中學、天主教輔仁大學英國語文學系學士暨英國語文學系多媒體英語教學組碩士。Youtube频道阿滴英文創辦人，台灣新媒體影音創作者協會第一任（1～2屆）理事長。

## 生平
1989年5月8日，阿滴出生於臺灣台北。阿滴的名稱由來，是取自其英文姓名縮寫RD的諧音。阿滴於10歲時離開父母，和妹妹到新加坡留學，在全英文的學習環境中培養英語能力，到中學時才回到台灣。2014年於國立教育廣播電台擔任主播，2015年1月創立《阿滴英文》Youtube頻道，並於ICRT廣播電台和RJ一同主持廣播節目《VidTalk》，之後也透過線上學習平台從事英語教育的工作。2016年阿滴辭去工作改為專職YouTuber，並於該年擔任YouTube推廣大使。
2017年，《阿滴英文》成為全台灣知識型頻道第一個達到100萬訂閱，2019年達到200萬訂閱。2017年6月1日，阿滴出版了他的第一本學英語創作書藉《英語每日一滴》。2018年7月4日，阿滴出版了他的第二本學英語創作書藉《跟著阿滴滴妹說出溜英文》。2021年，阿滴創辦台灣新媒體影音創作者協會，擔任協會理事長，協助台灣的影音創作者。2021年7月，阿滴公開自己罹患憂鬱症，在公開前，當年5月便已逐步回到正軌。2022年，阿滴出版了他的第三本創作書藉《按下暫停鍵也沒關係》。臺灣虛擬YouTuber真理果的觀眾稱其聲音與滴妹相似，讓阿滴對其中之人身分感到懷疑。而引發話題促成兩人在2025年愚人節的連動直播。

## 爭議
阿滴2025年3月26号在社群媒体发言「以我去过这么多国家的经验来说，我自我介绍说I'm from Taiwan,I'm Taiwanese 大概有80%的几率对方会知道台湾、台湾人。 剩下的20%我在学习当地语言的时候都会特别学一段关于台湾的介绍，如果对方不认识台湾的话可以用他熟悉的语言跟他好好介绍。」这段发言被另一个台湾youTuber钟明轩認為是在影射、批評他之前上Podcast節目的發言，是網路暴力。阿滴本人解釋，該次發言是他也想和鍾明軒一樣，發表個人的旅遊經歷以及嘗試的做法。

## 書籍
- 《英語每日一滴：IG最夯，學校不教，聊天、搭訕、吐槽都有戲》，ISBN 978-986-136-488-9，2017年6月1日，如何出版。
- 《跟著阿滴滴妹說出溜英文：網路人氣影片系列《10句常用英文》大補帖》，ISBN 978-986-248-733-4，2018年7月4日，如何出版。
- 《按下暫停鍵也沒關係：在憂鬱症中掙扎了一年，我學到的事》，ISBN 978-986-136-623-4，2022年6月1日，如何出版。

## 外部連結
- 阿滴的Facebook專頁（繁體中文）
- 阿滴的Instagram帳戶（繁體中文）
- 阿滴的Dcard帳戶（繁體中文）